# Violences sexuelles et sexistes en Afrique du Sud
Les violences contre les femmes en Afrique du Sud concernent toutes les formes de violence que subissent les femmes. Le pays compte parmi les pays où les taux de violence conjugale sont les plus élevés au monde. En 2012, un peu plus d’un tiers des crimes violents visant des femmes donnent lieu à des poursuites pénales.
Depuis les années 1990, le pays adopte diverses lois pour améliorer la qualité de vie des victimes et prévenir de nouveaux actes de violence. Ainsi le mouvement de lutte contre les violences conjugales connaît une progression.

## Violence conjugale
En 1998, le Conseil médical sud-africain publie une étude montrant que sur 1394 hommes interrogés, la moitié admet maltraiter physiquement leur partenaire féminine.
Près de la moitié des meurtres de femmes survenus en 1999 dans le pays sont liés à des violences conjugales.
Une enquête de 2002 montre que les femmes victimes de maltraitance viennent souvent de milieux défavorisés, avec un niveau d’éducation secondaire incomplet et un chômage fréquent. 
Une autre enquête menée en 2010 révèle qu’une majorité d’hommes et plus de la moitié des femmes estiment que les femmes doivent obéir à leur mari.  
Dans les médias, la formulation utilisée renforce ce biais: les titres privilégient des tournures comme «une femme a été violée» plutôt que «un homme a violé une femme», ce qui met l’accent sur la victime plutôt que sur l’agresseur. Le système judiciaire reflète également ce déséquilibre, en raison de normes sociales profondément ancrées où l’on considère souvent que les hommes doivent dominer les femmes, dans la sphère publique comme privée.
Une étude menée auprès de 10 000 personnes en Afrique du Sud met en évidence ce rapport de force: 70% des hommes estiment que les femmes doivent obéir à leur mari, 15% considèrent qu’un mari a le droit de punir sa femme pour ses «fautes» et 23% déclarent qu’une femme ne devrait jamais pouvoir refuser un rapport sexuel avec son mari.
Une étude de l’Organisation mondiale de la santé estime que 60 000 femmes et enfants subissent des violences conjugales ou domestiques chaque année en Afrique du Sud. 
En 2013, la moitié des femmes interrogées affirment avoir subi des violences émotionnelles et verbales, et parmi celles qui vivent des relations violentes, 45,9% rapportent avoir subi des blessures physiques.
Le gouvernement crée, en 2024, le Conseil national sur les féminicides et les violences basées sur le genre en vue de renforcer la protection des femmes.
D'après le Conseil sud-africain de recherche en sciences humaines, les femmes noires sud-africaines sont les plus touchées, avec 35,5% d’entre elles déclarant avoir subi des violences physiques. Le statut social joue un rôle important dans la vulnérabilité aux violences sexuelles. 
Les femmes mariées apparaissent comme les moins exposées, avec 8,5% d’entre elles ayant subi ce type de violences. En revanche, les femmes vivant en concubinage, sans être mariées, sont plus susceptibles d’être victimes, avec 14,9% déclarant en avoir été victimes avec 43,4% d’entre elles ayant subi de telles violences.

## Viol et maladies sexuellement transmissibles
En 2012, l'Afrique du Sud est surnommée la «capitale mondiale du viol», alors que moins de 1% des viols sont effectivement signalés à la police. 
Une enquête anonyme menée par le Conseil sud-africain de recherche médicale, portant sur un peu plus de 1 700 hommes, révèle qu’un homme sur quatre commet un viol, et que 73% d’entre eux ont commis ces actes avant l’âge de 20 ans.
Au premier trimestre 2022, un rapport de la police fait état de 10 818 cas de viol signalés en seulement trois mois et dans la majorité des cas, le violeur est une personne connue de la victime,.
L'Afrique du Sud présente également l'un des taux les plus élevés de VIH au monde. 
Cette situation résulte de multiples facteurs biosociaux, notamment le faible usage des préservatifs, la multiplicité des partenaires sexuels, ainsi que les déséquilibres de pouvoir entre les sexes. Une étude de la Bibliothèque nationale de médecinerapporte 231 000 nouveaux cas de VIH en 2017, dont 121 900 chez les femmes et 109 200 chez les hommes. Toujours selon cette source, environ 7,9 millions de personnes vivent avec le VIH dans le pays. L’épidémie est particulièrement alimentée par les adolescents engagés dans des «relations d’âge différent», généralement entre de jeunes femmes et des hommes plus âgés.
Dans le Limpopo, une équipe de chercheurs mène un essai en trois volets dans des villages ruraux pour évaluer l’efficacité d’une intervention auprès de couples confrontés à la violence conjugale et/ou à la présence du VIH au sein du foyer. Dans les ménages où les chercheurs se contentent d’apporter une aide pour gérer les problèmes de violence conjugale, la prévalence diminue de 55%. Cependant, cette intervention ne réduit pas les rapports sexuels non protégés avec un partenaire autre que le conjoint. Ainsi, si le taux de violence conjugale baisse dans ces villages, le nombre de rapports sexuels non protégés après une exposition ou un diagnostic de VIH reste inchangé.
Selon un rapport de l’ONU, l’Afrique du Sud affiche en 2009 l’un des taux de prévalence du VIH/SIDA les plus élevés au monde.

## Légisations

### Définition
Les Nations Unies soulignent que la violence envers les femmes constitue un problème universel.  La loi sud-africaine de 1998 sur la violence conjugale définit ce que recouvre la notion de violence conjugale et inclut dans sa définition plusieurs formes d’abus: 

« Violence physique, violence sexuelle, émotionnelle, verbale et psychologique, ainsi que la violence économique. Elle englobe aussi l’intimidation, le harcèlement, la traque, les dommages matériels, l’intrusion dans le domicile du plaignant sans son consentement lorsque les deux parties ne cohabitent pas, et tout autre comportement abusif ou de contrôle susceptible de menacer ou de nuire à la sécurité, à la santé ou au bien-être du plaignant. »

Avant l'ère démocratique des années 1990, l’Afrique du Sud ne possède aucune loi définissant la violence conjugale ni protégeant les victimes. La Constitution de 1996 énonce dans son article 12 que toute personne a droit à la liberté et à la sécurité. Elle souligne également que le pays repose sur des valeurs de non-sexisme.
En 1995, l’association Soul City diffuse à la télévision et à la radio un programme sensibilisant aux problèmes de violence conjugale. En partenariat avec le Réseau national sur la violence à l’égard des femmes, Soul City établit une ligne téléphonique d’urgence ouverte 24h/24 pour soutenir les femmes vulnérables confrontées à ces situations.

### Loi sur la violence familiale
En 1998, l’Afrique du Sud a adopté la loi sur la violence conjugale pour protéger les victimes de violences ou les personnes susceptibles d’être contraintes à une situation dangereuse.
Au cours de la première année suivant l’entrée en vigueur de la loi, 1 696 demandes d’ordonnances de protection ont été déposées. Un rapport de la Division de la promotion de la femme des Nations Unies a toutefois souligné que ces formulaires n’étaient disponibles que dans deux des onze langues officielles sud-africaines, ce qui limitait leur accessibilité.
D’autres réformes sont venues compléter ce dispositif, notamment l’instauration de peines minimales obligatoires pour certaines formes de viol, conformément à la loi de 1997 portant modification du droit pénal.

### Loi sur le Conseil national sur la violence sexiste et le féminicide
En 2024, le président sud-africain Cyril Ramaphosa a promulgué un projet de loi établissant le Conseil national sur les violences sexistes et les féminicides. Ce texte définit le féminicide comme le meurtre d’une femme ou de toute personne s’identifiant comme telle, commis par un partenaire intime, une personne ayant un lien personnel ou toute autre personne.
La loi précise également que les violences sexistes incluent tout acte de violence lié au genre, qu’il soit physique, sexuel, verbal, émotionnel, économique, conjugale, éducatif ou psychologique, et pouvant se produire aussi bien dans la sphère publique que privée.
Le Conseil nouvellement créé sera composé de fonctionnaires nommés, chargés de «fournir un leadership stratégique pour l’élimination des violences sexistes et des féminicides en Afrique du Sud». Il travaillera en étroite collaboration avec le ministre compétent pour élaborer et superviser des plans d’action destinés à prévenir de nouvelles violences.
Le Conseil devra rencontrer le ministre au minimum quatre fois par an pour évaluer les résultats et le fonctionnement des programmes en place. Un directeur général siégera également au sein de ce conseil et supervisera l’ensemble des opérations. 

### Département des femmes, de la jeunesse et des personnes handicapées
Le gouvernement sud-africain a fait des progrès dans la lutte contre la violence conjugale en mettant en place une agence dédiée à la prévention de ce phénomène à l’échelle nationale. Le ministère des Femmes, de la Jeunesse et des Personnes handicapées incarne une vision d’inclusion et œuvre pour bâtir un pays plus égalitaire, en réduisant au maximum les discriminations.
Sa mission principale est de renforcer l’autonomie des femmes, des jeunes et des personnes en situation de handicap, tout en favorisant la défense des droits et en encourageant des transformations socioculturelles au sein des communautés sud-africaines.
Au sein de ce département, l’élaboration du Plan stratégique national de lutte contre les violences sexistes et le féminicide (GBVF-NSP) a débuté en avril 2019. Ce plan a été conçu pour offrir une réponse coordonnée et nationale face à l’ampleur des violences sexistes en Afrique du Sud.
Pour le mettre en œuvre, l’équipe d’intervention a travaillé en partenariat avec des organisations internationales comme ONU Femmes et ONUSIDA, bénéficiant également du soutien de plusieurs groupes majeurs afin d’assurer une approche cohérente et efficace.

## Cas notables de violence conjugale en Afrique du Sud
- Oscar Pistorius est accusé et inculpé du meurtre de sa petite amie le 14 février 2013[18],[19],[20],[21],[19].
- Charlize Theron dont la mère a tiré sur son père, le tuant dans le cas d'une légitime défense.
- Trevor Noah, animateur de talk-show, dit avoir grandi dans un foyer marqué par la maltraitance de sa mère[22].

## Note et Références

### Référence
1. ↑  Mshweshwe, « Understanding domestic violence: masculinity, culture, traditions », Heliyon, vol. 6, no 10,‎ 1er octobre 2020 (ISSN 2405-8440, PMID 33150213, PMCID 7599123, DOI 10.1016/j.heliyon.2020.e05334, Bibcode 2020Heliy...605334M)
2. 1 2  SABC, « SABC News - South Africa, worlds rape capital: Interpol :Thursday 19 April 2012 », Sabc.co.za (consulté le 16 janvier 2015)
3. 1 2  « Violence against women », Unstats.un.org (consulté le 16 janvier 2015)
4. 1 2  « Will the Pistorius Case Change South Africa? », The New Yorker,‎ 16 février 2013 (lire en ligne, consulté le 16 janvier 2015)
5. ↑  « Gender-based violence – An increasing epidemic in South Africa - PMC » [archive du 1er mars 2025], 1er mars 2025 (consulté le 4 mai 2025)
6. ↑  (en) « Confronting South Africa's Crisis of Gender-Based Violence | Human Rights Watch », 25 novembre 2024 (consulté le 4 mai 2025)
7. 1 2  « National Council on Gender-based Violence and Femicide Act 2024 », Government Gazette,‎ 27 mai 2024 (lire en ligne)
8. ↑  (en) « Over seven million women have experienced physical violence, study reveals | SAnews », www.sanews.gov.za, 18 novembre 2024 (consulté le 4 mai 2025)
9. ↑  (en-GB) « South African rape survey shock », news.bbc.co.uk,‎ 18 juin 2009 (lire en ligne, consulté le 29 juillet 2025)
10. ↑  (en) Diemen, « Crime crisis continues in first quarter of 2022 with women and children worst affected », Daily Maverick, 3 juin 2022 (consulté le 4 mai 2025)
11. ↑  (en-US) Amanda Gouws, « Violence against women is staggeringly high in South Africa – a different way of thinking about it is needed » , sur The Conversation, 29 novembre 2022 (consulté le 30 juillet 2025)
12. 1 2  « The HIV Epidemic in South Africa: Key Findings from 2017 National Population-Based Survey - PMC » [archive du 3 février 2025], 3 février 2025 (consulté le 4 mai 2025)
13. ↑  Pronyk, Hargreaves, Kim et Morison, « Effect of a structural intervention for the prevention of intimate-partner violence and HIV in rural South Africa: a cluster randomised trial », Lancet, Elsevier, vol. 368, no 9551,‎ 2 décembre 2006, p. 1973–1983 (PMID 17141704, DOI 10.1016/S0140-6736(06)69744-4)
14. ↑  (en) UNAIDS AIDS epidemic update (rapport), UNAIDS, novembre 2009, p. 19 (ISBN 978-92-9173-832-8, lire en ligne, consulté le 30 décembre 2024) [archive du 18 mai 2024]
15. ↑  « Nicky Hartery », Justice.gov.za (consulté le 14 avril 2016)
16. 1 2  Vetten, Lisa, « Addressing domestic violence in South Africa: Reflections on strategy and practice. », Un.org, 28 avril 2014 (consulté le 16 janvier 2015)
17. ↑  « Department of Women, Youth and Persons with Disabilities (DWYPD) - Overview », nationalgovernment.co.za (consulté le 4 mai 2025)
18. ↑  « Oscar Pistorius Arrested, Facing Murder Charges In Shooting Of Girlfriend Reeva Steenkamp », The Huffington Post (consulté le 16 janvier 2015)
19. 1 2  « BBC News - Oscar Pistorius trial: Evidence », BBC News,‎ 16 avril 2014 (lire en ligne, consulté le 16 janvier 2015)
20. ↑  ABC News, « Oscar Pistorius' Timeline of How He Shot Reeva Steenkamp », ABC News Blogs (consulté le 16 janvier 2015)
21. ↑  « BBC News - Pistorius fired gun from car, ex-girlfriend tells trial », BBC News,‎ 7 mars 2014 (lire en ligne, consulté le 16 janvier 2015)
22. ↑  « Trevor Noah 'fled' to Hollywood »